# Памятник Ивану Франко (Одесса)
Памятник Ивану Франко (укр.  Пам'ятник Івану Франку) — монумент воздвигнутый в честь украинского писателя, учёного и публициста Ивана Франко в городе Одесса, Украина.

## История
Установлен в декабре 2006 года на оконечности зелёной зоны Александровского проспекта и Успенской улицы Иван Франко неоднократно бывал в Одессе, здесь в 1900 году он проходил курс лечения. Монумент был открыт в честь 150-летия писателя.
Скульптор — Борис Румянцев, архитектор — Никита Румянцев. Бронзовый памятник был отлит Киевским творчески-производственным комбинатом «Художник». Высота памятника без постамента 3,02 м.
На торжественном мероприятии по случаю открытия монумента в Одессе присутствовали представители городского совета и областной государственной администрации, просветительских и общественных организаций, национально-культурных обществ.
Почетный гость церемонии открытия, член Национального Союза писателей Украины поэт Дмитрий Павлычко:
Очень высоко оцениваю этот момент. Я считаю, что с приходом Франко в Одессу здесь обязательно повеет европейским ветром. Это большой знак не только украинский, но и европейский для этого города
В ходе торжественных мероприятий официально было отмечено, что:
Возведение памятника Ивану Франко в Одессе — событие большого значения для всей Украины. Такого красивого памятника Каменяру нет даже в Киеве, он появился в городе, где также жили и творили Пушкин, Иван Вазов, Христо Ботев, Адам Мицкевич и другие выдающиеся творцы многих народов. Для нас Иван Франко большой гражданин всей Европы, выдающийся украинский литературный и политический гений, который прокладывал путь к социальной справедливости, вел свой народ к возрождению государственности. То, что ныне происходит в Одессе, безусловно, помогает всем украинцам почувствовать величие своей нации
Монумент является первым на юге Украины памятником известному украинскому писателю и деятелю Ивану Франко, до открытия памятника в его честь в Одессе была названа одна из городских улиц и библиотека. Памятник торжественно открыли Глава Одесской облгосадминистрации Иван Плачков, первый заместитель Одесского городского главы Анатолий Ворохаев и поэт Дмитрий Павлычко. В ходе торжественных мероприятий были возложены цветы представителям власти, митрополитом Одесским и Измаильским УПЦ, священниками УАПЦ, РКЦ, УГКЦ, УПЦ КП.